# Azbestoză
Azbestoza este o pneumoconioză cu caracter profesional, care apare în urma inhalării îndelungate a particulelor fine de azbest.
Azbestoza se mai numește și fibroză pulmonară interstițială sau alveolită fibrozantă
azbestozică.
Azbestoza este caracterizată prin inflamația cronică și progresivă a plămânilor. Când este inhalat, azbestul penetrează căile aeriene și irită, umple, inflamează și lezează țesutul pulmonar. În formele avansate de boală, plămânii se micșorează, devin mai rigizi și capătă un aspect de fagure de miere.
Simptomele principale ale azbestozei sunt tusea seacă sau cu expectorație, dispneea progresivă de efort și pierderea ponderală. Semnele precum hipertensiune pulmonară și cord pulmonar apar tardiv.
Pe măsură ce boala progresează și afectarea pulmonară se intensifică, respirația devine dificilă chiar și în momentele în care pacientul se odihnește. Adesea se întâlnesc infecții respiratorii recurente și tusea cu sânge. De asemenea este prezentă umflarea picioarelor, gleznelor sau mâinilor. Printre alte simptome ale azbestozei avansate se numără durerea în piept, răgușeala, și tulburarea somnului.
Expunerea la azbest, fără alți factori de risc (chiar și în absența fumatului), crește riscul de apariției a cancerului pulmonar de până la 6 ori. În plus, azbestul poate duce și la cancerul căilor respiratorii superioare, ale esofagului, rinichilor și chiar al sistemului biliar.
Din păcate, pentru azbestoză nu există niciun tratament curativ. Adesea este necesară o terapie cu oxigen la domiciliu, pentru a ameliora simptomele și a corecta hipoxia.